# Bo Källstrand
Bo Källstrand, född 18 januari 1949 i Västerås, är en svensk företagsledare och ämbetsman; han var landshövding i Västernorrlands län från 1 oktober 2008 till och med 30 september 2014 då han avgick med pension.

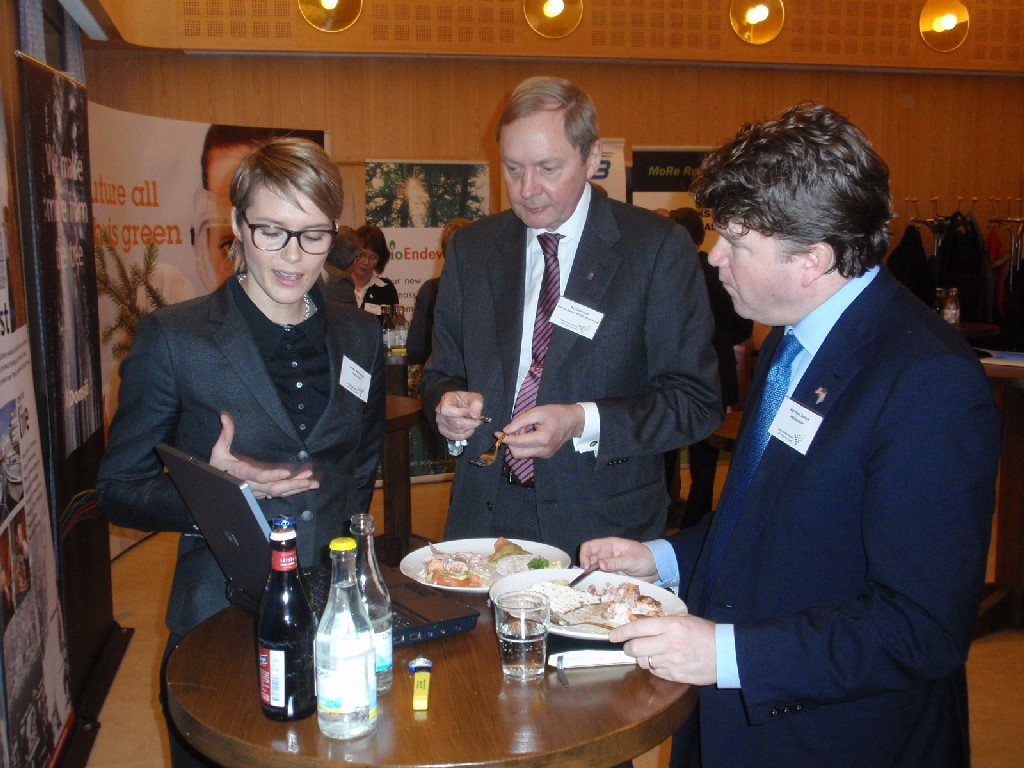

Källstrand blev civilingenjör 1971 vid Kungliga Tekniska högskolan och genomgick Försvarets Tolkskola 1971–1972. Han anställdes 1972 vid ASEA, där har var verksam i olika befattningar vid anläggningar i Spanien, Brasilien och Ludvika. Under åren 1990 till 2000 var han verkställande direktör och koncernchef i Graninge AB (publ). Han var verksam i Frankrike som vice VD i Eléctricité de France 2000–2003. Från 2003 och fram till tillträdet som landshövding var han verkställande direktör för Svensk Energi. Han har suttit i styrelsen för Mittuniversitetet, AB Ångpanneföreningen (publ) och varit ordförande för Handelsbanken Region Norr.  Han var ordförande för Svenska Kraftnät 2009–2015 och för Sjunde AP-fonden 2010–2018 samt för Skandias fullmäktige 2016-2021.
Källstrand är sedan 2005 ledamot av Ingenjörsvetenskapsakademien och sedan 2009 av Kungliga Patriotiska Sällskapet.